# Lake Minnetonka

Lafayette Hotel (eröffnet 1882 in Minnetonka Beach; abgebrannt 1897)

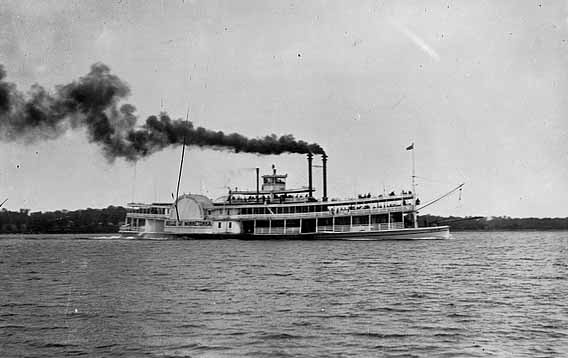
Dampfboot auf dem Lake Minnetonka

Der Lake Minnetonka ist ein 5700 Hektar großer See im US-Bundesstaat Minnesota. Er ist westlich in der Metropolregion der Minneapolis-Saint Paul gelegen. Der See entstand vor über 10.000 Jahren während der Schmelze der letzten Eiszeit. Aufgrund seiner Form mit vielen Buchten beträgt die Uferlänge rund 177 Kilometer.

## Geografie
Wichtigster Zufluss des Lake Minnetonka ist der Six Mile Creek. Der Wasserstand des Lake Minnetonka und der Abfluss in den Minnehaha Creek, der in Minneapolis in den Mississippi River mündet, werden im Osten des Sees durch den Gray's Bay Dam kontrolliert. Der Durchfluss liegt bei maximal 8495 Kubikmetern Wasser pro Sekunde (bis zu 100 Millionen Liter täglich). Die Fläche des Sees auf 243 Meter Höhe über dem Meeresspiegel beträgt 57 Quadratkilometer, die maximale Wassertiefe 43 Meter. Die tägliche Evaporation liegt bei bis zu 190 Millionen Litern. Daraus ergibt sich eine jährliche Evaporation von durchschnittlich 43,5 Milliarden Litern Wasser. Dies wird kompensiert durch rund 40 Milliarden Liter Niederschlag und den Zufluss von 29 Milliarden Litern.
Größere Städte um den See sind Orono, Wayzata, Minnetonka, Excelsior, Shorewood und Mound.

## Geschichte
Bereits viele hundert Jahre vor der Entdeckung durch die Europäer besiedelten verschiedene Indianer-Völker wie die Dakota, Iowa und Ojibwa das Land um den Lake Minnetonka. Dabei wurden die Wälder um den See als Begräbnisstätten genutzt. Die ersten Aufzeichnungen über die Entdeckung des Sees durch Europäer gehen in das Jahr 1822 zurück. Damals fuhren die 14-jährigen Joseph Brown und Will Snelling mit dem Kanu den Minnehaha Creek flussaufwärts, bis sie zum Quellgewässer gelangten.
1851 wurde zwischen den Indianerstämmen und der US-Regierung der Vertrag von Mendota unterzeichnet. Demnach gingen insgesamt acht Millionen Quadratkilometer Land in den Besitz der Vereinigten Staaten über und konnten zur Besiedelung freigegeben werden. Der Wunsch mancher Indianer, das Gebiet um den See als Reservat zu belassen wurde abgelehnt. Aus diesem Grund verweigerten einige Häuptlinge die Unterschrift des Vertrages, der aber dennoch Gültigkeit erlangte. Ein Jahr später gab Gouverneur Alexander Ramsey dem See seinen Namen. Dazu wählte er das Wort Minnetonka in Anlehnung an „minn-ni-tanka“, was in der Sprache der Dakota-Indianer „großes Wasser“ bedeutet. Im selben Jahr wurde am Abfluss, dem Minnehaha Creek, ein Damm gebaut. Die ersten Siedlungen entstanden am See und 1853 wurde das erste Hotel eröffnet. Einige Zeit später gründete eine Gruppe von Einwanderern aus New York am Südufer den Ort Excelsior. 1854 wurde am Nordufer Wayzata gegründet, gefolgt von vielen weiteren Townships.
1861 ging das erste Dampfboot, welches über den Minnetonka Creek von Minneapolis nach Minnetonka Mills fuhr, in Betrieb. 1867 erreichte die Eisenbahnlinie der St. Paul & Pacific Railroad Wayzata und brachte so eine große Zahl an Touristen an den See. Diese kamen zumeist mit der Eisenbahn nach Wayzata und wurden anschließend mit dem Dampfboot an andere Orte am See befördert. Seine Glanzzeit hatte der Lake Minnetonka zum Ende des 19. Jahrhunderts, als ein dichtes Netz an Dampfbooten in Betrieb waren und Grand Hotels das Landschaftsbild um den See prägten. 1905 begann die Twin City Rapid Transit den Straßenbahnbetrieb aus den Twin Cities bis zum See. Durch den privaten Automobilverkehr verloren im 20. Jahrhundert die Eisenbahn und Dampfboote zunehmend an Bedeutung. 
Bis heute stellt der Lake Minnetonka ein beliebtes Urlaubs- und Erholungsgebiet dar.